# Харьковский автомобильный ремонтный завод
Харьковский автомобильный завод — предприятие военно-промышленного комплекса Украины. Выполняет капитальные ремонты и переоборудование автомобильной и специальной техники для нужд министерства обороны Украины. Также предприятие известно как производитель автобусов и гражданской спецтехники.

## История
Завод был создан в 1944 году для промышленного ремонта гусеничной техники, тракторов и двигателей для Красной армии.
С 1970-х годов предприятие известно под номерным названием 126 Центральный автомобильный ремонтный завод  МО СССР. Завод освоил капитальный ремонт автомобилей ГАЗ-66, ЗИЛ-131, КрАЗ-255В, КрАЗ-256Б1, КрАЗ-6510, МАЗ-537, МАЗ-543, Урал-375, Урал-4320, автокранов КС-2573, быстроходных траншейных машин БТМ-3, путепрокладчиков БАТ-М, двигателей семейств ЯМЗ, ЯАЗ, Д12, В-2, В-46.
В 1991 году, после провозглашения независимости Украины, завод был передан в ведение министерства обороны Украины и получил новое наименование: «Харьковский автомобильный ремонтный завод» (в/ч А-0910).
В 1990-е годы в связи с резким сокращением оборонных заказов предприятие приступает к выпуску гражданской продукции. Коллективом завода освоены капитальный ремонт и модернизация тракторов Т-150 и Т-150К, ремоторизацию и переоборудование автомобилей, тракторов и автобусов, капитальный ремонт конверсионных транспортных машин ХТЗ-3Н и МТ-ЛБу, разработаны и поставлены на производство трелёвочные машины 150ТЛ на базе трактора Т-150К и ТМ-96 на базе тягача АТС-59Г, специальная гусеничная машина СХМ-59Г на базе тягача АТС-59Г, транспортные гусеничные машины ТГМ-126, ТГМ-126-1, ТГМ-126-2 на шасси МТ-ЛБ, 2С1 и МТ-ЛБу, спецтехника на базе ХТЗ-26Н.
В 1995 году, в рамках государственной программы конверсии оборонных предприятий, было решено освоить выпуск заводом автобусов большой вместимости. Завод приступил к выпуску автобуса ХАРЗ-5259, разработанного специалистами львовского НИИ Укравтобуспром. Автобус продавался вяло, и его производство было прекращено.
После создания в 2005 году государственного концерна «Техвоенсервис» завод был включён в состав концерна.
С 2006 года завод приступил к выпуску другого автобуса большой вместимости — Скиф-5204 разработки УТК «Скиф», который тоже продавался в небольших количествах.
По состоянию на начало 2008 года, завод имел возможность:
- производить эвакотягачи КЭТ-Т, запасные части и комплектующие к гусеничным тягачам МТ-ЛБ, МТ-ЛБу, АТС-59Г[1]
- осуществлять модернизацию гусеничных машин ТГМ-126, автобусов и грузовых автомашин[1]
- выполнять капитальный ремонт гусеничных транспортёров МТ-ЛБ, МТ-ЛБу, АТС-59Г; инженерных машин БАТ-М, БАТ-2, БАТ-3, БТМ-3, МТД-2М, АТ-Т, МТ-Т; трелёвочных машин ТМ-96; автомобильных кранов КС-4561АМ, КС-2573-2; легковых автомобилей УАЗ-469, УАЗ-452, УАЗ-3151, ГАЗ-2140, ГАЗ-3102; двигателей ЯАЗ-204, ЯМЗ-236, ЯМЗ-238В, ЯМЗ-240; агрегатов МТ-ЛБ[1]
- выполнять ремонт шасси МАЗ-537; двигателей ГАЗ-24, ЯМЗ-236, ЯМЗ-238, В2-450АВ, В-46-4, А-650Г, Д12А-525; агрегатов к гусеничным машинам МТ-ЛБ, МТ-ЛБу, АТС-59Г[1]

С 2008 года в перечне продукции Харьковского авторемонтного завода появился автобус ТУР А-061, на базе агрегатов Mercedes-Benz 508D, разработанный львовским ОАО Укравтобуспром.
После создания в декабре 2010 года государственного концерна «Укроборонпром», завод вошёл в состав концерна.
К началу января 2012 года хозяйственно-экономическое положение завода было неудовлетворительным, по сумме задолженности завод входил в перечень крупнейших должников Украины.
В декабре 2013 года ГК «Укроборонпром» полностью погасил долги предприятия.
В конце ноября 2014 года заводу выделили 5,96 млн. гривен на ремонт бронетранспортёров и тягачей МТ-ЛБ-АТ для вооружённых сил Украины.
5 января 2015 года на полигоне в Житомирской области вооружённым силам Украины передали 62 отремонтированных на заводе тягача МТ-ЛБ (половина из которых была вооружена пулемётной установкой).
14 апреля 2015 завод получил 9,56 млн гривен на ремонт седельных тягачей МАЗ и полуприцепов для вооружённых сил Украины.
Вслед за этим, завод получил два контракта на ремонт инженерной техники для вооружённых сил Украины (19 военных экскаваторов ЭОВ-4421 и 16 землеройных машин ПЗМ-2) общей стоимостью 9,072 млн гривен.
В начале июня 2015 года ГК «Укроборонпром» объявил конкурс на должность директора завода (поскольку прежний директор был снят с должности).
23 апреля 2019 года пресс-служба концерна «Укроборонпром» сообщила, что с начала боевых действий в 2014 году на востоке Украины завод отремонтировал свыше 600 единиц военной техники (из них, свыше 250 шт. МТ-ЛБ; свыше 60 землеройных машин ПЗМ-2 и экскаваторов ЭОВ-4421; свыше 40 бронетранспортёров БТР-60 и БТР-70; а также путепрокладчики БАТ-2 и иных машин).
16 апреля 2021 года (в соответствии с постановлением Кабинета министров Украины № 1229 от 9 декабря 2020 г.) завод был выведен из состава ГК «Укроборонпром» и передан в ведение Фонда государственного имущества Украины как «потерявший значение для обороноспособности страны».

## Продукция
- трелевочная машина 150ТЛ (Фото);
- трелевочная машина ТМ-96 (Фото);
- транспортная гусеничная машина ТГМ-126 (Фото);
- транспортная гусеничная машина ТГМ-126-1 (Фото);
- транспортная гусеничная машина ТГМ-126-2 (Фото);
- специальная гусеничная машина СХМ-59Г (Фото);
- спецтехника на базе ХТЗ-26Н (Фото (недоступная ссылка));
- автобус ХАРЗ-5259 «Харьковчанин» (Фото);
- автобус Скиф-5204 (Фото);
- автобус ТУР А-061 (Фото (недоступная ссылка)).